# Muron
Muron é uma comuna francesa na região administrativa da Nova Aquitânia, no departamento de Charente-Maritime. Estende-se por uma área de 39,06 km². Em 2010 a comuna tinha 1 362 habitantes (densidade: 34,9 hab./km²).